# Wann (Nebraska)
Wann – jednostka osadnicza w Stanach Zjednoczonych, w stanie Nebraska, w hrabstwie Saunders.